# 肥田美代子
肥田 美代子（ひだ みよこ、1941年〈昭和16年〉3月1日 - ）は、日本の児童文学作家、政治家、薬剤師。大阪樟蔭女子大学教授、文字・活字文化推進機構理事長。衆議院議員（3期）、参議院議員（1期）を歴任。

## 来歴・人物
大阪府大阪市出身。大阪府立大手前高等学校を経て 1965年に大阪薬科大学卒業。1965年、白水貿易株式会社 歯科医療器入社。1975年、薬局開業。1979年に「先生しごいたる」で児童文学作家としてデビュー。1981年、川村たかし・那須正幹ら児童文学創作集団「亜空間」の結成に参加。
1989年の第15回参議院議員通常選挙において日本社会党公認で比例区より立候補し初当選。1991年、社会党シャドーキャビネット文化政務次官に就任。1995年の第17回参議院議員通常選挙では落選。翌1996年の第41回衆議院議員総選挙では、同年結成された旧民主党に参加し同党公認で大阪10区より出馬、比例復活で衆議院議員に初当選した。当時のスタッフには菅源太郎がいた。以後） 2003年の第43回衆議院議員総選挙まで3回連続で当選したが、2005年の第44回衆議院議員総選挙において落選し、政界から引退を表明。
2004年の年金未納問題の際に国民年金が未納だったことが判明した（1989年7月から1997年10月までの8年4か月間）。
2006年より財団法人出版文化産業振興財団理事長。2007年より文字・活字文化推進機構理事長。2010年大阪樟蔭女子大学学芸学部国文学科教授に就任。
2011年、旭日中綬章受章。

## 政策
- 選択的夫婦別姓制度導入に賛成。2000年には、肥田ら超党派女性国会議員50名が、夫婦別姓選択制を求めて当時の内閣総理大臣・森喜朗に申し入れを行った。申し入れでは、「とくに若い世代では、夫婦別姓選択制を望む声が高まっています。政府には、世論を喚起するなど、夫婦別姓選択制を導入するための努力を望む」としている[4]。
- 健康増進法を努力規定ではなく義務規定として、受動喫煙防止を徹底することに反対[5]。

## 活動
- 衆議院時代は国会等の移転に関する特別委員会委員長などを歴任、子どもの読書活動の推進に関する法律や文字・活字文化振興法の制定を主導した。その一方で有害情報からの青少年保護を訴え、「子ども有害情報からの子どもの保護に関する法律案」（未提出）を水島広子や小宮山洋子らと策定した[6]。

## 議員連盟
- ホームエンタテイメント議員連盟（副会長）

## 著書
- 『すすめアルフ』（文研出版） 1977年9月
- 『学校うります』（教育研究社） 1978年12月
- 『先生しごいたる』（偕成社） 1979年12月
- 『ふしぎなおきゃく』（ひさかたチャイルド、ひさかたメルヘン9） 1981年11月
- 『先生はおちこぼれ』（偕成社） 1982年1月
- 『ミスかあちゃんがんばる』（偕成社） 1984年1月
- 『3年2組のゴリラ先生』（PHP研究所） 1984年1月
- 『オヤブンはプールがおきらい』（講談社） 1984年1月
- 『ふしぎなマイコン「ウッシッシ』』（ポプラ社） 1984年10月
- 『おかしなおかしな月火水木金土』（偕成社） 1984年11月
- 『どっきりきりんのダンさん』（学習研究社） 1985年1月
- 『4年2組のゴリラ先生』（PHP研究所） 1985年5月
- 『ミスター父ちゃん大ぼうけん』（偕成社） 1985年11月
- 『あいつはタレント転校生』（学習研究社） 1985年12月
- 『サンタはおっちょこちょい』（教育画劇） 1986年1月
- 『ちょっと気になる転校生』（ポプラ社） 1986年2月
- 『ぼうしのなかはとらがりあたま』（PHP研究所） 1986年3月
- 『白いおかあさん』（偕成社） 1986年11月
- 『ぼくとドキドキばいきん』（ひさかたチャイルド） 1986年11月
- 『はずかしがりやのカバくん』（教育画劇） 1987年3月
- 『かみなりクラスのびっくり新学期』（PHP研究所） 1987年3月
- 『こわ～い宿題!! ゆうれい事件』（ポプラ社） 1987年6月
- 『ぼくのヘンテコおじさん』（くもん出版） 1987年12月
- 『ほうせきうりときんのつぼ』（すずき出版） 1988年4月
- 『おてんばユウレイ探偵団』（ポプラ社） 1988年6月
- 『ハートどきどきユウレイ探偵団』（1989年1月
- 『なんでもこおらせペンギン』（教育画劇） 1989年2月
- 『学校ふしぎものがたり 昼休みがあぶない』（偕成社） 1989年10月
- 『学校ふしぎものがたり 雨ときどきカッパ』（偕成社） 1990年12月
- 『わたしの国会フレッシュ日記 女性童話作家国会議員になる』（ポプラ社） 1991年3月
- 『ゆずちゃん』（ポプラ社） 1995年5月
- 『子ども国会』（ポプラ社） 1998年3月
- 『ぶっとびマウンテンバイク』（学習研究社） 1998年8月
- 『おーいタクヤくん』（ポプラ社） 2001年
- 『ことばの輝く国へ』（風のフォーラム） 2003年
- 『山のとしょかん』（文研出版） 2010年4月
- 『「本」と生きる』（ポプラ新書） 2014年
- 『森の本やさん』（小泉るみ子絵、文研出版） 2015年

### 「月火水木金土」シリーズ
- 『ゆかいなゆかいな月火水木金土』（偕成社） 1986年7月
- 『ふしぎなふしぎな月火水木金土』（偕成社） 1987年2月
- 『あきれたあきれた月火水木金土』（偕成社） 1987年6月
- 『すてきなすてきな月火水木金土』（偕成社） 1988年5月
- 『とぼけたとぼけた月火水木金土』（偕成社） 1988年12月
- 『ひみつのひみつの月火水木金土』（偕成社） 1989年6月

## 翻訳
- 『おやすみなさいのおともだち』（ケイト・バンクス作、ゲオルグ・ハレンスレーベン絵、ポプラ社） 2012年